# Zviad Endeladze
Zviad Endeladze Vitalovich (n. 7 aprilie 1966 în Adigeni) este un fost jucător de fotbal georgian.

## Premii obținute
- Gheata de aur (19)